# Zinowiewia
Zinowiewia là một chi thực vật thuộc họ Celastraceae.
Bao gồm các loài:
- Z. costaricensis Lundell
- Z. madsenii C. Ulloa & P. Jørg.
- Z. micrantha Lundell